# Centre de détention de Casabianda-Aléria
Le centre de détention de Casabianda-Aléria est un centre de détention français inauguré sous sa forme actuelle, en 1948 et située sur la commune d'Aléria en Haute-Corse. Cet établissement a pour particularité d'être la seule prison ouverte en France.

## Historique

### Prémices de l'assainissement
En 1840, le capitaine Joseph-Marie César Franceschetti, blessé à Cherchell, séjourne en Corse en vue de son rétablissement. À cette occasion, il traverse la plaine d'Aléria où sa famille avait été propriétaire de terres, du côté de Casabianda et de Vadina, et où il possédait encore une parcelle. Malgré l'insalubrité de la zone, Franceschetti décide d'acheter, en 1842, l'ensemble du domaine de Casabianda et d'entamer des travaux d'assainissement de la zone. La priorité est donnée au creusement du lit du Tagnone, afin de limiter la stagnation des eaux dans les marais du domaine et aux premières cultures : céréales et fourrages. Franceschetti fait travailler rapidement près de 700 hommes, mais les difficultés de récolte et la faible qualité des voies de communication qui limitent les débouchés entraînent des difficultés. Afin d'assurer la pérennité du domaine et de trouver des fonds destinés à poursuivre les travaux, est créée la compagnie agricole d'Aleria, dont les actions sont réparties entre l'Empereur Napoléon III, les créanciers de Franceschetti et Franceschetti lui-même. Malgré des nouveaux apports, les difficultés continuent et le crédit foncier, après un premier sauvetage par l'empereur, provoque finalement l'expropriation de la compagnie agricole d'Aléria en raison du non-paiement d'annuités dues. Le domaine est finalement racheté par l'État le 30 septembre 1861 pour la somme de 528 000 francs afin d'y installer une colonie pénitentiaire.

### Le pénitencier agricole
L'État avait déjà procédé à des installations de pénitenciers dans des contextes similaires en Corse : en 1855, le pénitencier de Chiavari puis en 1860 celui de Castelluccio. L'environnement de Casabianda apparaît cependant plus rude. C'est en 1862 qu'ouvre le « pénitencier agricole » de Casabianda.
À son ouverture, le centre héberge environ 300 détenus, puis 461 au 31 décembre 1865 et 846 à la même date l'année suivante. Malgré les travaux d'assainissement engagés sous Franceschetti et continués depuis, la zone présente encore de nombreux problèmes sanitaires : la malaria est très présente et durant la vingtaine d'années durant laquelle sera ouvert le pénitencier, le taux de mortalité chez les détenus sera en moyenne supérieur à 10 %. Afin de combattre cette mortalité élevée, l'État prend possession en 1862 du Couvent Saint-François de Cervione distant de 35 km afin d'en faire un refuge d'été et une infirmerie pour le centre de détention.
En 1884, en raison des problèmes sanitaires chroniques et du coût nécessaire au maintien de ce centre, l'administration pénitentiaire propose, en accord avec la commission du budget de fermer l'établissement. La désaffectation du pénitencier est inscrite dans la loi de finances de 1885. En un peu plus d'une vingtaine d'années, le pénitencier aura vu passer environ 7 000 détenus. Le 24 juillet 1886, Casabianda est remis aux Domaines, puis après plusieurs tentatives de ventes aux enchères infructueuses, la gestion du site est confiée au ministère de l'Agriculture.

### Le centre actuel
Au moment de sa réaffectation, le domaine est géré par l'administration des ponts et chaussées qui n'en exploite que quelques hectares. C'est en 1948, à l'initiative de Paul Amor, directeur de l’administration pénitentiaire, Pierre Cannat, contrôleur général des services pénitentiaires et André Perdriau, magistrat affecté à l’administration pénitentiaire, que le projet d'un nouveau centre de détention prend forme. Sa vocation initiale est d'accueillir des détenus condamnés pour des faits de collaboration. 
Le 1er juillet 1948, une cinquantaine de détenus rejoignent les lieux accompagnés de quelques surveillants afin de préparer une arrivée plus massive. À cette époque le domaine ne dispose pas d'eau courante ni d'électricité et un important travail de défrichage est à réaliser.
En 1977, un surveillant meurt à la suite de l'agression d'un détenu.

## Description
Établi sur la commune d'Aléria, le centre de détention occupe près de 1 500 hectares qui ont permis l'installation d'une activité agricole et d'élevage à laquelle participent les détenus. 
La prison a une capacité d'accueil de 190 places, occupées traditionnellement à environ 90 % de sa capacité, majoritairement par des infracteurs sexuels intrafamiliaux. Depuis sa création en 1948 la prison a connu peu de cas de suicide et d'évasion et le taux de récidive y est très faible.